# Chris Hume
Chris Hume est un réalisateur, scénariste, producteur et acteur américain.

## Filmographie

### comme réalisateur
- 1994 : The Production Assistant.
- 1996 : This Is Cuba.
- 1997 : Sammy the Screenplay.
- 2002 : Whatever Happened to Oscar.

### comme scénariste
- 1994 : The Production Assistant.
- 1997 : Sammy the Screenplay.
- 2000 : The Extra de Philip Pucci.
- 2002 : Whatever Happened to Oscar.

### comme producteur
- 1994 : The Production Assistant.
- 2000 : The Extra de Philip Pucci.

### comme éditeur
- 2001 : Four Aims and Flyin' Shoes de Ty Roberts.

### comme acteur
- 1997 : Sammy the Screenplay.